# 제2차 평양성 전투
제2차 평양성 전투(第二次平壤城戰鬪)는 임진왜란 중 발생한 전투이다. 평양성이 함락된 후 의주에 피란하던 선조는 여러 차례 명나라에 사신을 파견해 원군을 요청하였고 명나라 황제 만력제는 요동 부총병이자 당시 명나라에서 이름난 장수였던 조승훈을 우군 부총병으로 임명하고 3000명의 군사를 주어 조선의 명나라 1차 원군으로 파견되게 한다. 
조승훈의 3000명 명군은 1592년 7월 초순 압록강을 건너 조선의 도원수 김명원 휘하의 3000명 군사와 합류해 평양 북방 순안군에 집결하였다. 조선 조정에서는 명군을 지원하였고 조승훈은 평양에 도착하였다. 
당시 평양성에는 1만 8700명의 고니시 유키나가와 1만 1000명의 구로다 나가마사가 있었는데 구로다 나가마사의 병력은 황해도로 옮겨갔는데 이를 본 척후장 순안 군수 황원이 적의 주력 부대가 빠져 나가는 것으로 잘못 보고하여 8월 23일(음력 7월 17일) 아침 조명 연합군은 평양성으로 진격했다. 
평양성의 문이 열려 있고 적들이 보이지 않자 명군의 선봉장 사유는 공을 세우고 싶은 마음에 병력을 모두 평양성 안으로 진격시켰고 이것이 치명적인 패배의 원인이 되어 길 양편에 매복하고 있던 일본군의 조총 사격으로 크게 패해 사유가 일본군의 집중 사격을 받아 전사하고 부장 천총과 장국충 등도 전사하였다. 
결국 부상까지 입은 조승훈은 2700 남은 병력만 이끌고 8월 24일(음력 7월 18일) 요동으로 돌아가고 말았고 조명 연합군 최초의 전투이자 최초의 패배로 끝났다. 훗날 조승훈은 1년 뒤에 다시 설욕하게 된다